# 兵庫県道222号網干港線
兵庫県道222号網干港線（ひょうごけんどう222ごう あぼしこうせん）は、兵庫県姫路市を通る一般県道である。

## 概要
姫路市網干区大江島から姫路市網干区新在家に至る。

### 路線データ
- 起点：姫路市網干区大江島（網干港）
- 終点：姫路市網干区新在家（山電網干駅前交差点、国道250号交点）
- 総延長：1.688 km

## 地理

### 通過する自治体
- 兵庫県
  - 姫路市

### 交差する道路
| 交差する道路 | 交差する場所 | 交差する場所              |
| ------------ | ------------ | ------------------------- |
| 国道250号    | 網干区新在家 | 山電網干駅前交差点 / 終点 |

### 沿線
- 網干港
- 姫路市立網干小学校
- 姫路市立網干中学校
- 山陽電気鉄道網干線 山陽網干駅